# Et tilfældigt gensyn
Et tilfældigt gensyn er en dansk eksperimentalfilm fra 1992, der er instrueret af Laila C. Debois og Kim Peter Gyldenkvist.

## Handling
En moderne stumfilm, krydret med lydeffekter og symfonisk synthesizermusik. På denne ene underligt gennemlyste dag blev meget afsløret... For hende - og for ham.